# Двигательная деятельность
Двигательная деятельность — совокупность двигательных актов.
Двигательная активность человека — одно из необходимых условий поддержания нормального функционального состояния человека, его естественная потребность. Нормальная жизнедеятельность практически всех систем и функций человека возможна лишь при определённом уровне двигательной активности. Недостаток мышечной деятельности, подобно кислородному голоданию или витаминной недостаточности, пагубно влияет на формирующийся организм ребёнка.
Двигательное действие — это целенаправленный двигательный акт (поведенческий двигательный акт, сознательно осуществляемый в целях решения какой-либо двигательной задачи), состоящий из движений (бессознательные, и нецелесообразные механические перемещения тела или его частей) и поз.
Отдельное двигательное действие (например, приседание) — основной элемент физического упражнения. Это процесс многократного выполнения двигательных действий, который может быть организован либо в виде многократного повторения какого-либо одного двигательного действия — прыжка, наклона и т. п., либо в форме разнообразной двигательной деятельности, включающей множество различных действий — подвижная игра, комплекс гимнастических движений и т. п.
В качестве физических упражнений используются различные по сложности, двигательному составу и структуре движения и двигательные действия:
- простые движения и их сочетания (аналитические). Составляют основу упражнений, избирательно направленных на воспитание различных двигательных способностей (силовых, скоростных и других), на обучение сложным двигательным действиям, а также воздействующих на организм в целях развития, поддержания и восстановления его функций. В качестве физических упражнений широко используются также целостные естественные двигательные действия (ходьба, бег, прыжки, метания, плавание и т. д.)
- другие действия, имеющие прикладное значение для жизни, спорта и военной подготовки.

Двигательная деятельность может быть направлена на:
- защиту организма
- поиски пищи
- (у человека) — двигательные акты, связанные с бытовой, трудовой, спортивной деятельностью и пр.

## Изучение характеристик

### Количественные
Предусматривает изучение пространственно-временных характеристик
- объём движений
- число движений
- количество повторений

### Качественные
Функциональные изменения в организме:
- энергетические затраты, связанные с выполнением того или иного двигательного действия и двигательной деятельности вообще

## Соревнования, тренировки
Важность и практическая ценность изучения соревновательной и тренировочной двигательной деятельности:
- выработка более конкретных требований к построению тренировочного процесса
- разработка модельных характеристик спортсменов
- тесты по оценке отдельных сторон подготовленности спортсменов
- моделирование в тренировке условий соревнования
- и др.